# Bottesford
Bottesford är en ort och civil parish i Melton i Leicestershire i England. Orten har 3 587 invånare (2011). Byn nämndes i Domedagsboken (Domesday Book) år 1086, och kallades då Bot(h)es/Holesford.